# Vuurkuiftangare
De vuurkuiftangare (Loriotus cristatus synoniem: Tachyphonus cristatus) is een zangvogel uit de familie Thraupidae (tangaren).

## Verspreiding en leefgebied
Deze soort telt tien ondersoorten:
- L. c. cristatus: Frans-Guyana en noordoostelijk Brazilië.
- L. c. intercedens: oostelijk Venezuela, Guyana en Suriname.
- L. c. orinocensis: oostelijk Colombia en zuidelijk Venezuela.
- L. c. cristatellus: zuidoostelijk Colombia, zuidelijk Venezuela, noordoostelijk Peru en noordwestelijk Brazilië.
- L. c. fallax: zuidelijk Colombia, oostelijk Ecuador en noordelijk Peru.
- L. c. huarandosae: noordelijk deel van Centraal-Peru.
- L. c. madeirae: van zuidoostelijk Peru en noordelijk Bolivia tot centraal Brazilië.
- L. c. pallidigula: noordoostelijk Brazilië.
- L. c. brunneus: oostelijk Brazilië.
- L. c. nattereri: zuidwestelijk Brazilië.